# Schallplattenspieler

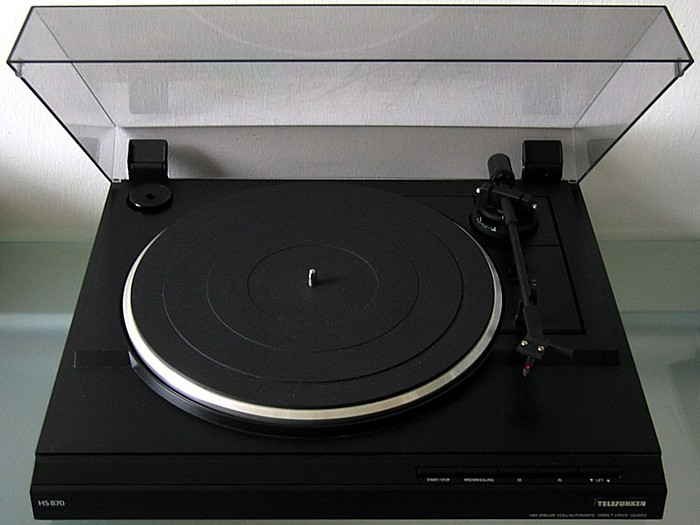
Telefunken HS 870 von 1987

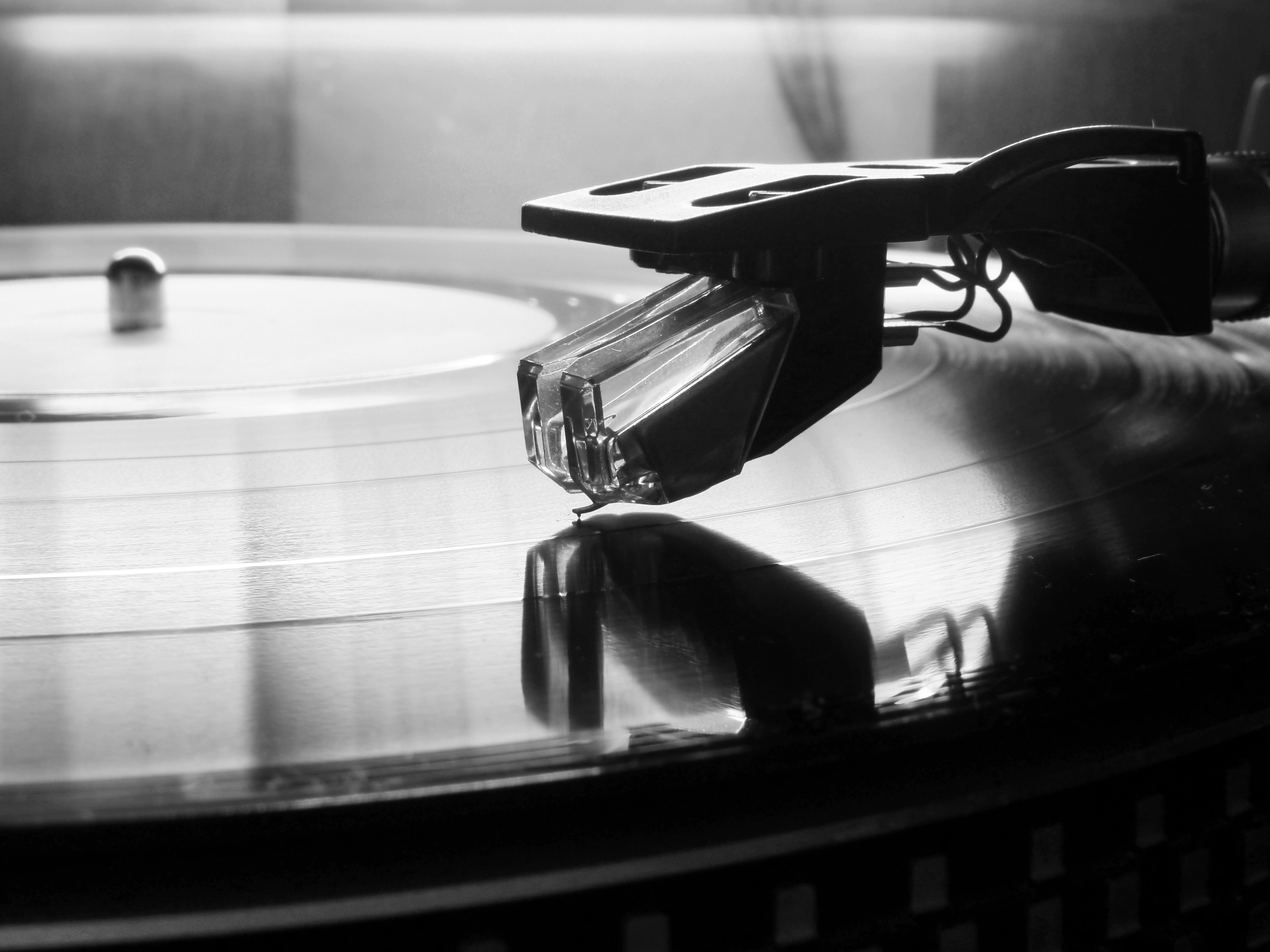
Die Nadel des Tonabnehmers tastet die Platte ab

Als Schallplattenspieler (auch kurz Plattenspieler; englisch Phonograph, Record player, Turntable) wird ein Wiedergabegerät zum Abspielen von Schallplatten bezeichnet. Plattenspieler erzeugen ein elektrisches Analogsignal, das über einen Verstärker durch Lautsprecher wiedergegeben wird. Bis in die 1980er Jahre waren Plattenspieler eine der Standardkomponenten von Stereoanlagen oder auch für DJ-Radiosendungen, da aufgezeichnete Musik vorzugsweise auf Schallplatte veröffentlicht wurde.
Mit dem Siegeszug der Kompaktkassette (August 1963) und der Compact Disc (September 1982) verloren Schallplattenspieler erheblich an Bedeutung. Sie erfuhren ab 2012 eine Renaissance, als wieder mehr als eine Million neue Vinyl-Schallplatten pro Jahr in Deutschland verkauft wurden. Die Verkaufszahlen neuer Schallplattenspieler steigen ebenfalls. Neu produzierte Schallplattenspieler sind teilweise mit einem USB-Anschluss oder mit Bluetooth ausgestattet und haben somit einen Analog-Digital-Umsetzer integriert. Diese integrierten A/D-Wandler können zur Digitalisierung von Schallplatten genutzt werden, um dann die so erzeugten digitalen Musikdateien etwa mittels Smartphone oder PC anzuhören.

## Geschichte
Vorläufer des Plattenspielers waren die um 1880 erfundenen, mechanischen Geräte Phonograph und Grammophon. Als Erfinder der Schallplatte und des Grammophons gilt Emil Berliner, der das Patent im Jahre 1887 anmeldete. Von ihm stammt auch der Name Schallplatte. Zur Zeit des Ersten Weltkrieges setzte sich das Grammophon gegen den Phonographen durch. Ab 1920 gab es elektrisch angetriebene Plattenteller, beispielsweise von Albert Ebner & Co. Ab 1926 kamen die ersten elektrischen Tonabnehmer (beispielsweise von General Electric) auf, deren Signal man jetzt in den sich ebenfalls verbreitenden Radios verstärken konnte. Diese Entwicklungen waren zunächst unabhängig voneinander: Es gab also Grammophone mit Elektromotor und mechanischer Tonerzeugung und auch Kurbelgrammophone mit – teils nachgerüsteten – elektrischen Tonabnehmern. Die ersten Abspielgeräte mit Elektromotor und elektrischem Tonabnehmer wurden nun „Elektrisches Grammophon“ genannt. Nachdem der elektrische Betrieb allgemein üblich wurde, etablierte sich der Ausdruck „Plattenspieler“.
Es war die große Zeit der Schellackplatten, sie liefen mit 78 min−1 (Umdrehungen pro Minute) und wurden in großen Stückzahlen in der ganzen Welt über 60 Jahre lang (von 1895 bis 1957) und in einigen Ländern, z. B. Indien und den Philippinen bis in die späten 1960er hergestellt. Dort erschienen frühe Beatles-Platten noch im Format 78 min−1. Noch heute existieren Millionen von Schellackplatten in Archiven und bei privaten Sammlern. Erst die Erfindung des Vinyls löste die schweren, zerbrechlichen Platten ab Mitte der 1950er-Jahre weltweit ab. Der neue Kunststoff machte die Schallplatten nicht nur leichter, man konnte jetzt dank seiner feinststrukturierten, extrem glatten Oberflächenstruktur ein Stereo-Signal (über Horizontal- und Vertikal-Schrift {h/v}) zugleich an dieselbe Stelle in die Rille schreiben resp. pressen und damit eine große Steigerung an Tonqualität erreichen (Einführung der HiFi-Norm Anfang der 1960er Jahre), durch die Füllschrift viel mehr Modulation unterbringen und das auch noch bei den wesentlich geringeren Geschwindigkeiten (33⅓ min−1 bei Langspielplatten und 45 min−1 bei Singles).
In den 1950er Jahren verbreiteten sich Plattenwechsler mit der Möglichkeit, mehrere Platten gleichzeitig einzulegen und diese nacheinander abspielen zu lassen. Hierzu wurden die Platten auf eine verlängerte Mittelachse aufgesteckt und mit einem Mechanismus festgehalten. War eine Platte fertig gespielt, wurde die nächste auf den Plattenteller fallengelassen. Manche Modelle verfügten über eine Abtastfunktion, die den Durchmesser der Platten ermittelte und es somit ermöglichte, auch Platten unterschiedlicher Größe nacheinander abzuspielen. Nachteile waren jedoch, dass die Platten nicht umgedreht werden konnten und damit nur eine Seite pro Platte abgespielt werden konnte. Für einen optimalen Wechsel von Doppelalben auf Plattenwechslern ist die Plattenpressung hier 1–4, 2–3. Beispiel von 1968(!): Jimi Hendrix’ Electric Ladyland mit den Seiten A/D und B/C. Außerdem konnte die Abspielgeschwindigkeit nicht erfasst werden, weshalb man nur Platten mit derselben Geschwindigkeit einlegen konnte. Auch lagen die Platten aufeinander und wurden etwas unsanft von der Mittelachse fallen gelassen, wodurch eventuell leichte Beschädigungen und Kratzer auftreten konnten.
Anfang der 1960er-Jahre kamen die ersten portablen Plattenspieler, die sogenannten Koffergrammophone, auf den Markt und waren besonders bei der Jugend heiß begehrt.
Von 1920 bis weit in die 1960er Jahre hatte die Schallplatte ein Quasi-Monopol als Tonträger, das erst durch die Compact Cassette (CC) und später durch die Compact Disc (CD) aufgebrochen wurde. Der Marktanteil der analogen Plattenspieler ist seit den 1990er Jahren nur noch gering, aber nicht ganz verschwunden. So betrug die Zahl der verkauften Plattenspieler im Jahr 2005 ungefähr 100.000, Tendenz steigend. Im Jahr 2006 wurden etwa 170.000 nicht-tragbare CD-Spieler und 8,3 Millionen MP3-Abspielgeräte verkauft.

## Komponenten

### Tonabnehmer und -arm
Beim Plattenspieler tastet eine Metall-, Saphir- oder Diamantnadel oder seit den 1990er Jahren auch ein Laser (Laserplattenspieler) die Rille der Schallplatte ab. Der mechanische Tonabnehmer wandelt die geringfügigen Schwingungen der Nadel in schwache elektrische Ströme um, die entzerrt und verstärkt werden müssen, um ein Tonsignal wiedergeben zu können. Beim Abtasten mittels Laser wird das gewonnene Signal ebenfalls auf ausschließlich analogem Weg verarbeitet.
Der Tonabnehmer hängt wiederum am Tonarm, der auf unterschiedliche Weise ausbalanciert werden kann. Am gebräuchlichsten ist das Ausbalancieren mit einem Gegengewicht. Mechanisch aufwändigere Konstruktionen werden mit einer einstellbaren Feder ausbalanciert. Die Qualität des Armes hängt wesentlich von Faktoren wie der Ausführung der Lagerung des Armes ab, von seiner Masse, seiner Steifigkeit, der Oberfläche und in Summe dieser und anderer Faktoren von seiner Eigenresonanz.
Es wird zwischen Radialtonarmen (auch: Drehtonarm oder schlicht: Tonarm) und den seltenen Tangentialtonarmen unterschieden. Bei einem Tangentialtonarm bewegt sich der Tonkopf auf einer Schiene parallel zum Radius des Plattentellers. Damit wird die seitlich wirkende Skatingkraft vermieden.
In der Regel können Plattenspieler Schallplatten mit zwei Geschwindigkeiten abspielen: 33⅓ min−1 (Umdrehungen pro Minute) und 45 min−1. Seltener ist auch ein Abspielen von älteren Platten mit 78 min−1 oder 16⅔ min−1 möglich.

### Antriebstechniken
Plattenspieler werden mit verschiedenen Antriebstechniken, also Arten, wie der Plattenteller in Drehung versetzt wird, hergestellt. Diese unterschiedlichen Antriebsarten sind zum Teil historisch bedingt, zum Teil aber auch entwickelt worden, um verschiedene technische Anforderungen zu erfüllen, z. B.:
- Schnelles Hochlaufen des Plattentellers
- Geringe Übertragung von Motorvibrationen auf den Plattenteller
- Exakte Regelbarkeit der Plattentellerdrehzahl.

Verbreitet sind oder waren der Direktantrieb, der Riemenantrieb und der Reibradantrieb.

#### Direktantrieb

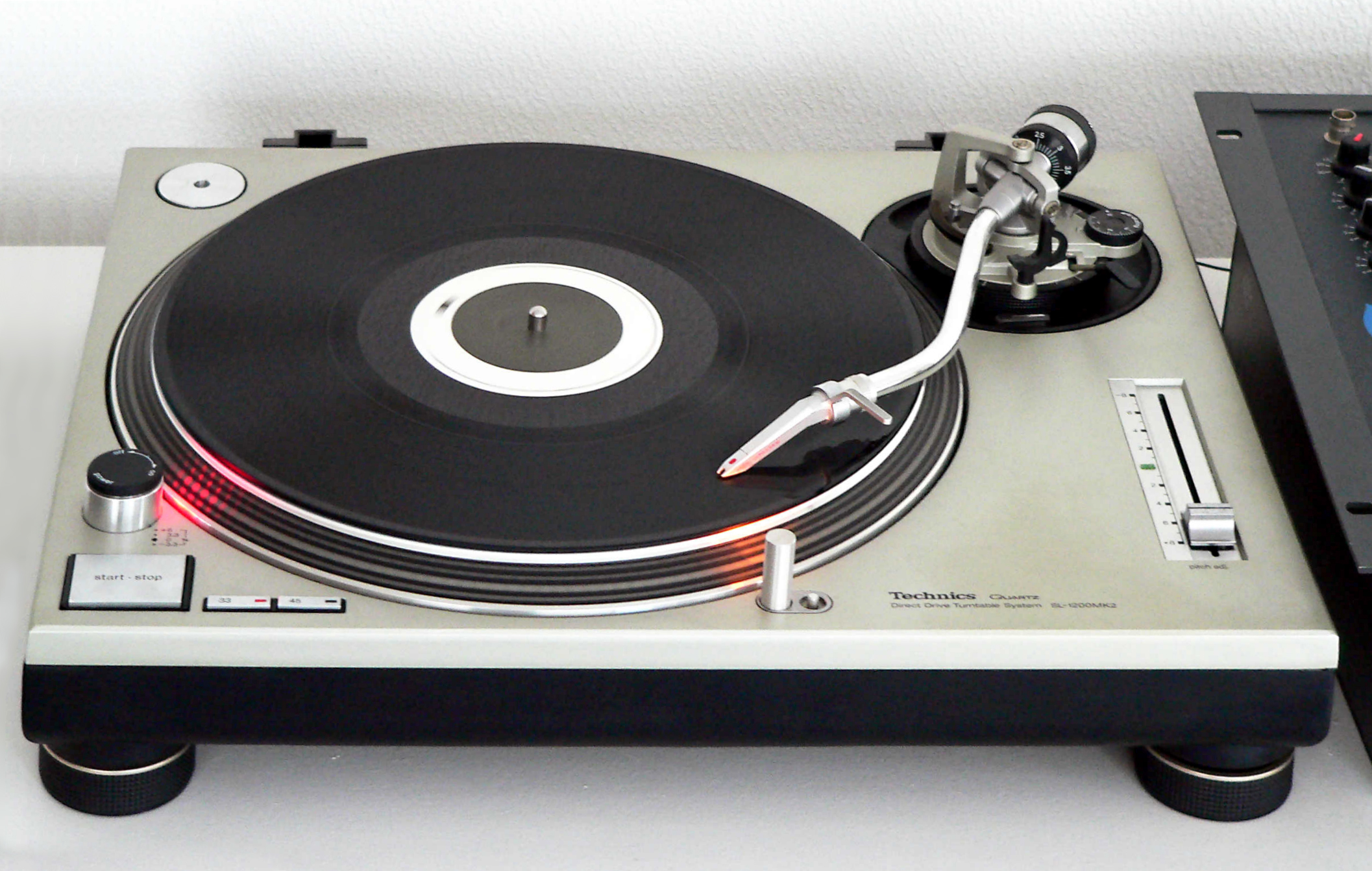
Der Technics SL-1200 wurde wegen seines leistungsfähigen Direktantriebs zum Standard-Plattenspieler (meist als Doppel-Kombination) in Diskotheken und für DJs weltweit, da die robuste Technik völlig neue kreative Mix-Techniken ermöglichte. Dies wird als Turntablism bezeichnet und veränderte viele Bereiche der Pop-Musik.

Beim Direktantrieb ist die Achse des Plattentellers gleichzeitig die Achse des Antriebsmotors. Bei einigen Modellen, z. B. Technics SL-1200 und dessen Varianten, ist der Plattenteller Teil des Motors. Hier wirken die Elektromagnete des Motors direkt auf den Plattenteller, bzw. der Plattenteller liegt auf dem Rotor des Motors auf.
Die Änderung der Plattentellerdrehzahl wird direkt über die Drehzahländerung des Motors erreicht. Wird die Motordrehung über ein Zahnrad auf die Plattentellerachse übertragen, z. B. um einen Motor mit höherer Drehzahl einzusetzen, wird ebenfalls von Direktantrieb gesprochen.
Direkt angetriebene Plattenspieler sind vor allem im DJ-Bereich verbreitet. Sie können mit extrem kurzer Hochlaufzeit gebaut werden. Die verwendeten Motoren konnten bei einigen billigen Plattenspielern zur Übertragung eines Ruckelns führen, wenn der Läufer des Motors sich im Anker zur nächsten Position bewegt. Hochwertige direktangetriebene Rundfunklaufwerke wie z. B. der Elektromesstechnik Wilhelm Franz überboten die besten heute verfügbaren Laufwerke mit Riemenantrieb in allen relevanten Messdisziplinen. Ein Nachteil des Direktantriebes ist der sehr hohe Fertigungs- und Entwicklungsaufwand von Motor, Laufwerk und Steuerung mit PLL-Regelung. Bei den aktuell kleinen Stückzahlen insbesondere des High-End-Sektors wäre eine Entwicklung und Fertigung wirtschaftlich nur schwer darstellbar.

#### Riemenantrieb
Beim Riemenantrieb wird die Drehung der Motorachse mit einem Gummiriemen oder -band auf den Plattenteller übertragen. Diese Bauart ist weit verbreitet, da der Riemenantrieb eine mechanische Entkopplung zwischen Motor und Plattenteller zulässt, und somit unerwünschte Vibrationen im Plattenteller minimiert werden können.
Die Drehzahlsteuerung erfolgt beim Riemenantrieb entweder über die Steuerung der Motordrehzahl oder durch die Verwendung unterschiedlicher Übersetzungen zwischen Motorachse und Plattenteller. Das wird mit unterschiedlich großen Laufscheiben auf der Motorachse erreicht. Der Antriebsriemen muss zum Wechseln der Geschwindigkeit von einer Scheibe auf die andere umgehängt werden. Bei Dual-Plattenspielern mit Vario-Pulley erfolgt das Umlegen des Riemens automatisch, durch die segmentierte Antriebswelle veränderbaren Durchmessers ist sogar eine Drehzahlfeineinstellung (Pitch) möglich.

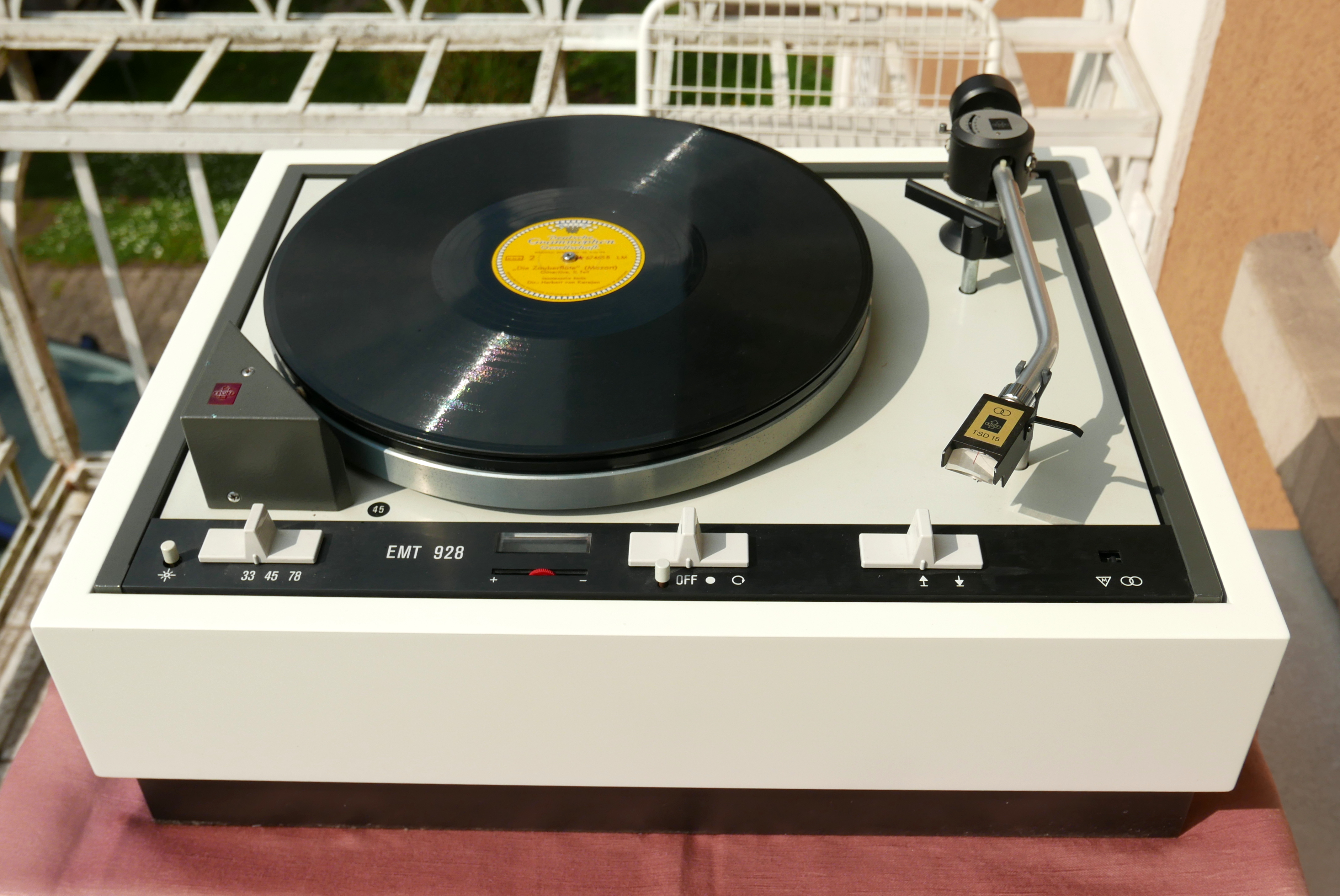
EMT 928, der einzige Plattenspieler von EMT mit Riemenantrieb, in Zusammenarbeit mit Thorens entstanden

Vorteil des Riemenantriebs ist, dass auch mit geringem Entwicklungsaufwand Plattenspieler mit guten Laufeigenschaften konstruiert werden können. Nachteilig sind höhere Gleichlaufschwankungen, Geschwindigkeitsdrift aufgrund von Temperatur- oder Luftfeuchtigkeitsschwankungen, Geschwindigkeitsschwankungen durch die Modulation der Tonrille (laute Stellen werden wegen der Bremswirkung der Rille mit niedrigerer Tonhöhe abgespielt als leise) sowie Vibrationen durch den Schlupf des Riemens.
Diese Nachteile können konstruktiv gemindert werden, Masselaufwerke mit schweren Plattentellern gehen durch die Massenträgheit gegen kurzfristige Drehzahlschwankungen vor. Einige Konstruktionen wie z. B. Philips-Laufwerke der 1970er Jahre mit „direct control“ oder die Plattenspieler CS5000 und CS750 des Herstellers Dual sowie deren Abkömmlinge haben eine Regelelektronik, die die Drehzahl direkt am Plattenteller erfasst. Die Dual-Modelle haben dazu 200 in den Subteller eingefräste Zähne, die durch eine Lichtschranke erfasst werden. Das daraus generierte Signal wird mit einer quarzbasierten Referenz verglichen und Drehzahlabweichungen sofort ausgeregelt. Auf diese Weise wird der sonst übliche Drift von Riemenlaufwerken vermieden.
Nachteilig bei dieser Lösung ist die wegen der Elastizität des Riemens notwendige hohe Zeitkonstante im Loop-Filter der PLL-Regelung. Im Gegensatz zum Direktantrieb kann die PLL-Regelung beim Riemenantrieb kurzzeitige Drehzahlschwankungen nicht ausgleichen.

#### Reibradantrieb
Beim Reibradantrieb wird die Drehung durch ein Reibrad aus Gummi an den zylindrischen Innenrand oder die plan geschliffene und fein bearbeitete Unterseite des Tellers übertragen. Das Reibrad, das nur temporär angedrückt ist, wird über eine präzise Welle angetrieben vom Motor, der schwingungsgedämpft montiert ist und häufig dauerhaft läuft. Dadurch kann eine sehr gute Übertragung des Drehmoments auf den Plattenteller und damit ein schnelles Hochdrehen des Tellers erreicht werden. Nachteilig ist jedoch die Gefahr, Vibrationen des Motors über die relativ starre Kopplung zwischen Motorachse und Plattenteller in den Teller einzukoppeln.
Die Drehzahlsteuerung erfolgt hier mittels unterschiedlicher Übersetzungen zwischen der Motorachse (auch Stufenachse genannt) und dem Reibrad.
Reibradantriebe werden heute nur noch von wenigen Herstellern angeboten, und das nur bei Billiglaufwerken. In den 1950er- und 1960er-Jahren bedienten sich dieses Antriebskonzeptes jedoch nahezu alle Hersteller, z. B. Braun, Perpetuum Ebner (PE), Elac, Bang & Olufsen, Lenco und vor allem Dual. Bei Dual lautet die Bezeichnung „Treibrad“. Damals gebaute Klassiker sind z. B. EMT 927 und 930, Garrard 301 und 401 sowie der Thorens TD 124. Letzterer arbeitet mit einer Kombination aus Reibrad- und Riemenantrieb: der Motor treibt über einen kurzen Riemen das Reibrad an, das wiederum den Plattenteller antreibt; so wird der Plattenteller vom Motor entkoppelt.

### Automatisierung
Plattenspieler haben verschiedene Hilfssysteme zum komfortablen, risikoarmen Abspielen der Schallplatte. Muss der Tonarm auf die Einlaufrille der Schallplatte von Hand aufgelegt und am Ende des Abspielvorgangs von der Auslaufrille auf die Tonarm-Ablagestütze abgelegt werden, birgt das ein Risiko, dass die Platte oder der Abtaster beschädigt werden. Es ist daher oft ein Hebel zum Abheben und Absenken des Tonarmes vorhanden, um das sanfte senkrechte Bewegen zu erleichtern.
Beim halbautomatischen Betrieb wird der Tonarm durch einen Mechanismus am Ende des Abspielvorgangs automatisch wieder auf die Ablagestütze abgelegt und der Antrieb wird abgeschaltet. Hierzu erkennt ein Fühlstift den Winkel des Tonarmes und kuppelt den Rückführmechanismus ein, der vom Plattenteller angetrieben wird. Damit die Winkelerkennung sicher funktioniert, ist die Auslaufrille der Platte besonders grobspiralig.
Beim vollautomatischen Betrieb bewirkt eine Starttaste, dass der Tonarm über den Beginn der Platte bewegt und dort abgesenkt wird. Der HMK-PA 1205 vom VEB Phonomat Pirna-Rottwerndorf erkennt den Anfang optisch, kann nach einem scan der Platte die Pausen zwischen den einzelnen Titeln wiederfinden und ist so auch in der Lage, ausgewählte Titel abzuspielen.
Wird eine Single aufgelegt, müssen automatische Geräte beim Aufsetzen erkennen, dass der Anfang weiter innen ist. Liegt keine Platte auf, darf der Tonarm nicht abgesenkt werden. Hierzu dienen zum Beispiel Fühlstifte auf dem Plattenteller.
Plattenwechsler erweitern den vollautomatischen Betrieb mit dem Wechsel der Platten, die automatisch aus einem Regal entnommen und zurückgestellt werden.

### Konzepte für die Schallplattenspieler-Basis

#### Subchassis
Das Subchassis trägt die Plattenspielerkonstruktion (Tonarm, Plattenteller mit Antrieb) und besitzt sowohl zu diesem hin als auch oft zu der Aufstellfläche hin eine Federung und eine Dämpfung.

#### Brettspieler
Als Brettspieler bezeichnet man Plattenspieler mit einem weniger massiven Plattenteller. Als typischer Vertreter dieser Laufwerksart gilt das Rega Planar. Gleichlauf und Trittschalldämpfung müssen durch eine gute Regelung und eine gefederte/gedämpfte Aufhängung im Subchassis erreicht werden.

#### Masselaufwerk
Mit Masselaufwerk werden besonders schwere massive Plattenteller eines Schallplattenspielers bezeichnet. Die große Masse des Plattentellers soll durch ihre Massenträgheit unerwünschte Vibrationen beim Abspielen einer Schallplatte verhindern. Das Masselaufwerk ist meist nicht durch Federn oder Dämpfer vom Subchassis des Plattenspielers entkoppelt. Durch die große Masse soll ein guter Gleichlauf erreicht werden.
Masselaufwerke wiegen bis zu 130 kg. Masselaufwerke sind oft im sogenannten High-End-Marktsegment zu finden, deren Stückzahlen in der Regel gering sind. Hersteller sind häufig kleine spezialisierte Werkstätten.
Der Motor zum Antreiben eines Masselaufwerks wird zuweilen separat und damit entkoppelt aufgestellt. Die Kraftübertragung erfolgt über einen Gummiriemen oder ein dünnes Gummiband.

##### Vor- und Nachteile
Durch die besonders hohe Massenträgheit eines Masselaufwerks sollen Vibrationen aus dem Umfeld (Trittschall) oder Schwankungen des Antriebsmotors minimiert werden.
Masselaufwerke ermöglichen teilweise eine freie Wahl des Antriebsmotors und des Tonarmes, da die einzelnen Komponenten oft separat erhältlich und aufstellbar sind.
Aufgrund der hohen Masseträgheit eines Masselaufwerk dauert es längere Zeit, bis das Masselaufwerk auf die gewünschte Drehgeschwindigkeit beschleunigt oder wieder abgebremst werden kann.
Aufgrund des hohen Materialeinsatzes, der Präzision und der Exklusivität sind Masselaufwerke teurer als Brettspieler.
Aufgrund des Einsatzes von Vollmaterial kann unter gewissen Umständen ein „Glockeneffekt“ oder „Klingeln“ beim Abspielen entstehen.

Konstruktionsbedingt eignet sich ein Masselaufwerk für den optionalen Einsatz von Plattenklemmen oder zusätzlichen Gewichten (Pucks), die eine Schallplatte zusätzlich an den Plattenteller pressen. Die Schallplatte liegt dadurch ebener auf. Dies soll die Laufruhe zusätzlich erhöhen.

## Spezielle Bauformen

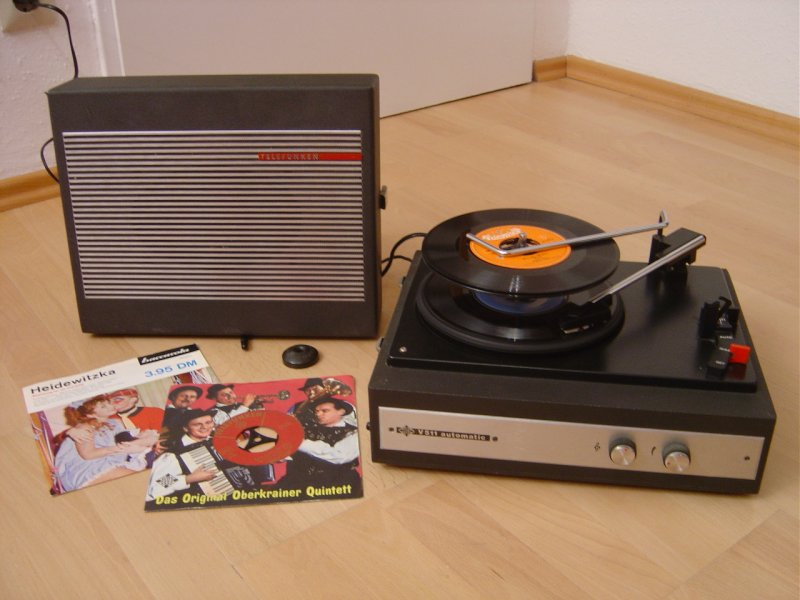
Telefunken V511 automatic Kofferschallplattenspieler mit Wechslerfunktion

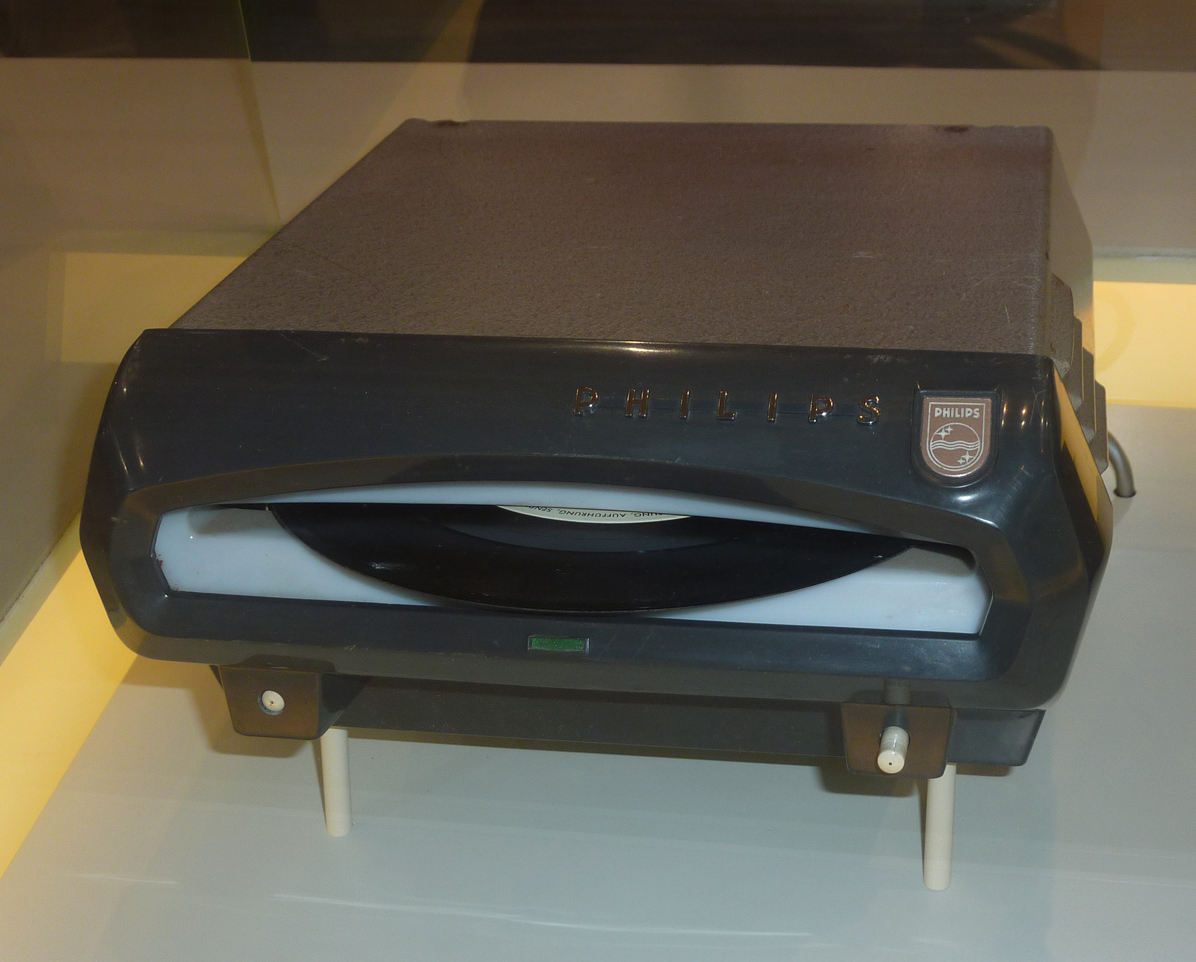
Auto-Plattenspieler „Auto-Mignon“ von Philips, um 1960, im Volksmund auch „Plattensäge“ genannt

1949 zeigten auf der Leipziger Frühjahrsmesse die Magdeburger Polte-Werke einen „Dauerplattenspieler“, der als Plattenwechsler funktionierte und zudem die Platten umdrehte.
In den 1950er Jahren kamen tragbare Plattenspieler auf. Es handelte sich anfangs um handliche Geräte, die lediglich Platz für 7"-Singles boten, später meistens um baulich besonders große Radiorecorder, bei denen die Platte von vorn durch eine Klappe oder von oben durch einen Schlitz eingeschoben wurde. Möglich wurde das durch die Tangentialtechnik. Außerdem gab es noch Plattenspieler, die für den Einbau ins Auto gedacht waren.
Ziel dieser Geräte war, die eigene Plattensammlung unterwegs nutzen zu können, ohne die Vinylplatten auf Bänder überspielen zu müssen. Der hohe Preis (damals weit über 100 DM) sowie das Gewicht verhinderten jedoch einen Markterfolg. Dazu kam die Konkurrenz durch immer kleinere tragbare Cassettenspieler wie den Walkman.
Um das Jahr 1960 herum kamen Hybridgeräte auf den Markt, die Plattenspieler und Tonbandgerät verbanden. Die englische Firma Gramdeck brachte 1959 einen Tonband-Aufsatz für Plattenspieler auf den Markt, während die ebenfalls englische Gramophone Company 1961 einen Plattenspieler als aufsetzbares Zubehör für ihr Voicemaster-Tonbandgerät anbot.
Seit einiger Zeit gibt es auch wieder einen Vinylrecorder, mit dem man Platten aufnehmen kann, ohne sie zu pressen – hier werden die Platten selbst geschnitten, keine Vorlagen für Presswerkzeuge. Vorfahren dieses Gerätes waren die in den 1950er Jahren herausgebrachten Heim-Folienschneidegeräte mit 78 min⁻¹, die sich jedoch aufgrund des hohen Nadelrauschens qualitativ nicht gegen die frühen Heim-Tonbandgeräte behaupten konnten.

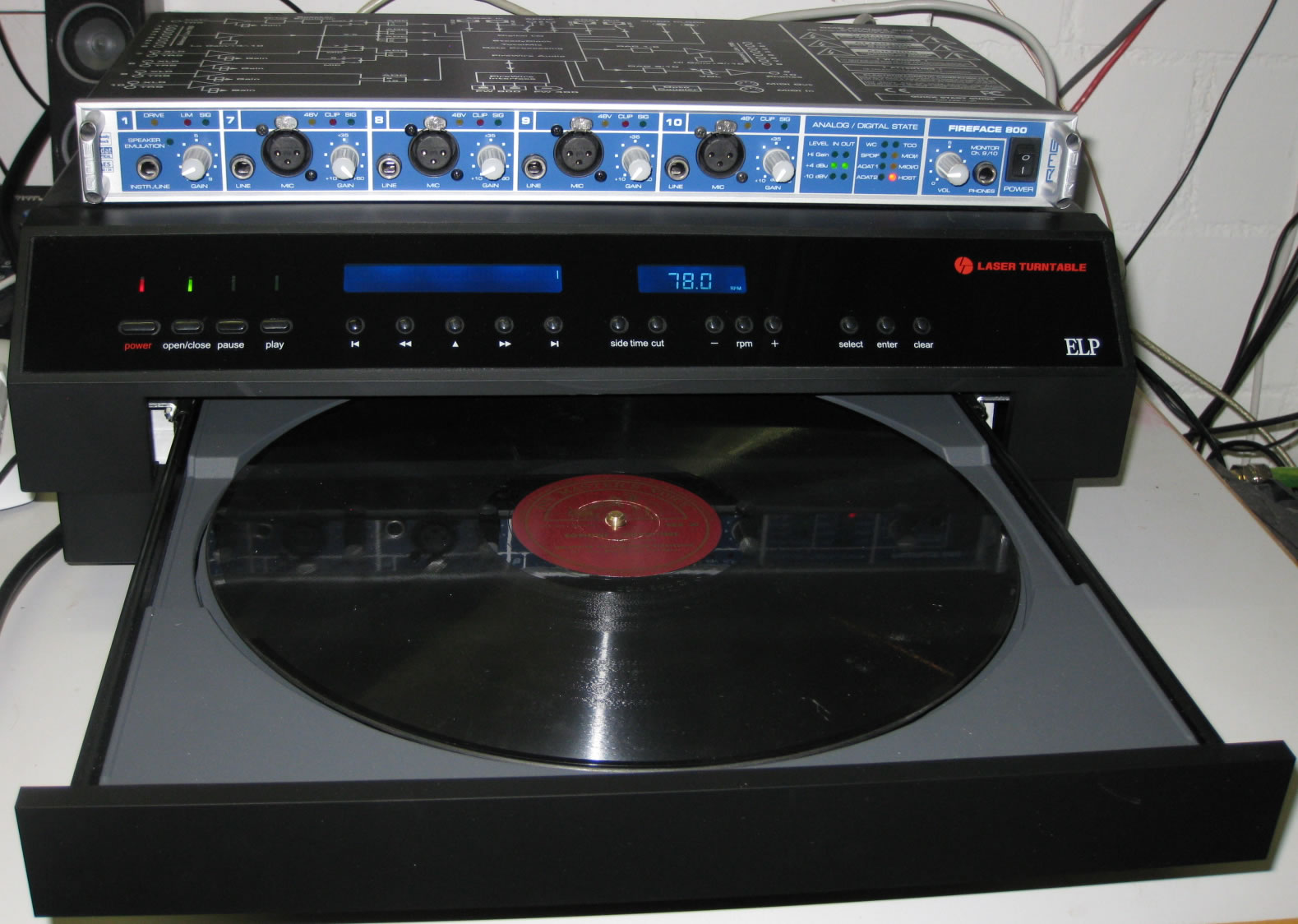
Plattenspieler LT-2XA (unteres Gerät) mit Laserabtastung: die Platte ist in einer Schublade

Neben der üblichen mechanischen Abtastung mit Nadeln kann eine Schallplatte berührungslos optisch abgetastet werden. Laserplattenspieler nutzen einen Laserstrahl und sind im Highend-Bereich angesiedelt.
Eine weitere Alternative ist die softwaregestützte „Abtastung“ eines hochauflösenden optischen Digitalisats in einem Computer. Dieses Verfahren wird bei der Rekonstruktion historischer Tonaufnahmen verwendet.
Unter anderem der Ende der 1980er Jahre von RFT produzierte Plattenspieler SP 3935 besitzt eine Drehzahljustierung (pitch control) und eine Stroboskopanzeige zur Kontrolle.

## Galerie

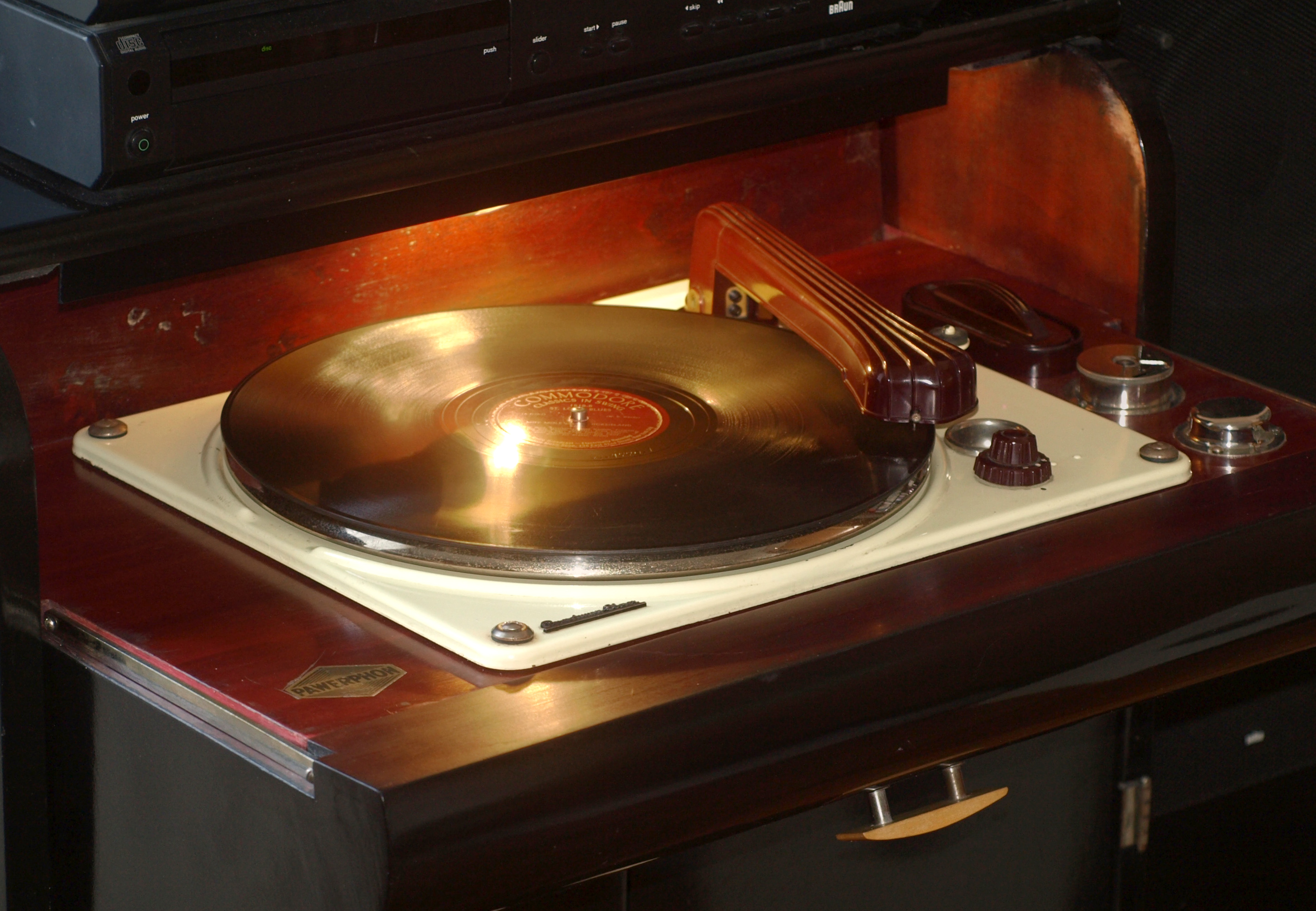
Elektrisches Grammophon des Herstellers Perpetuum Ebner
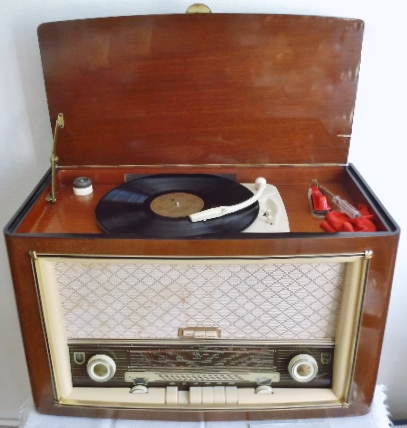
Philips-Radio Jupiter Phono-Super 465 mit Plattenspieler Typ HD 465 A (1957)
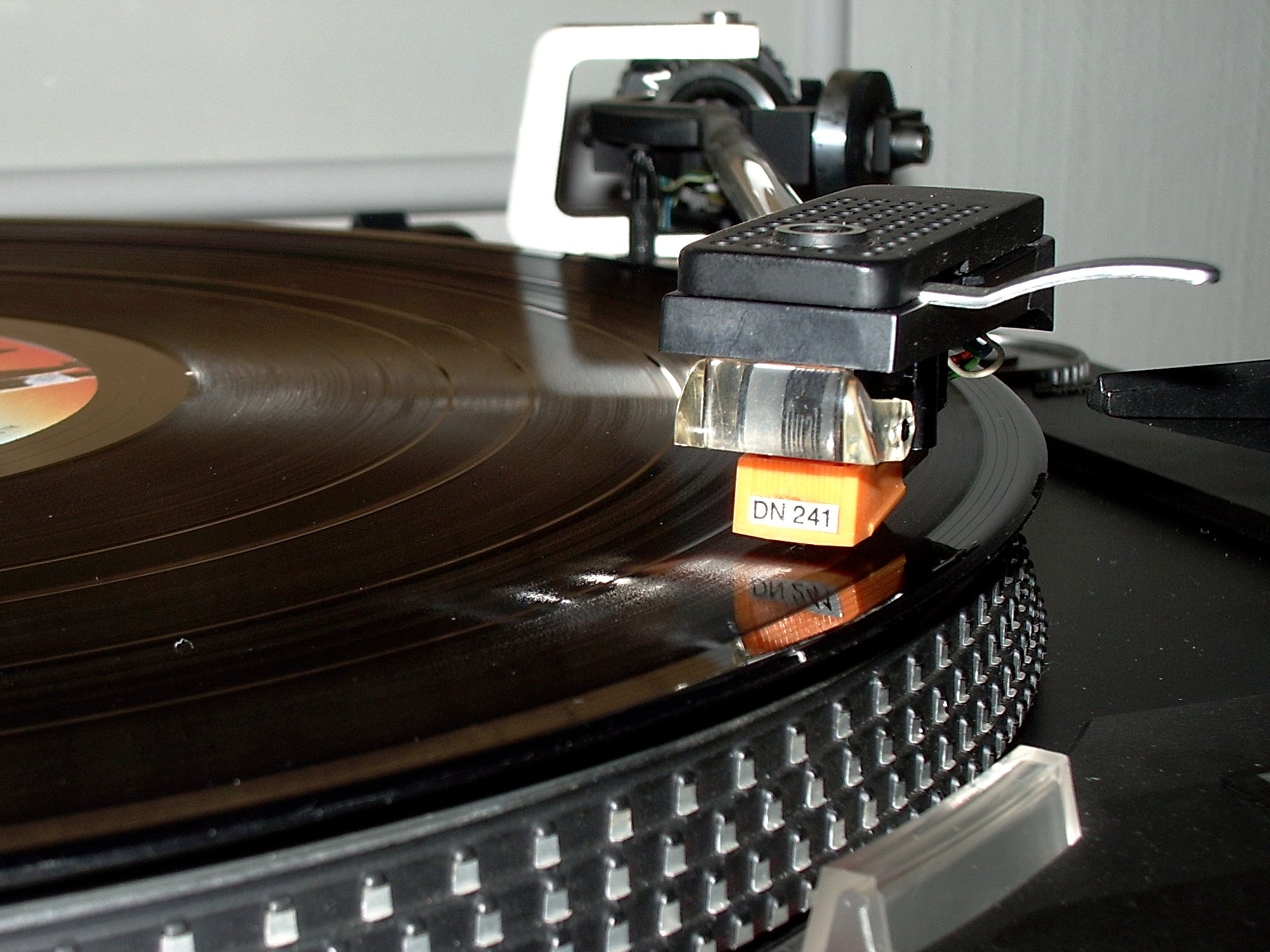
Tonabnehmer, Tonarm, Stroboskop
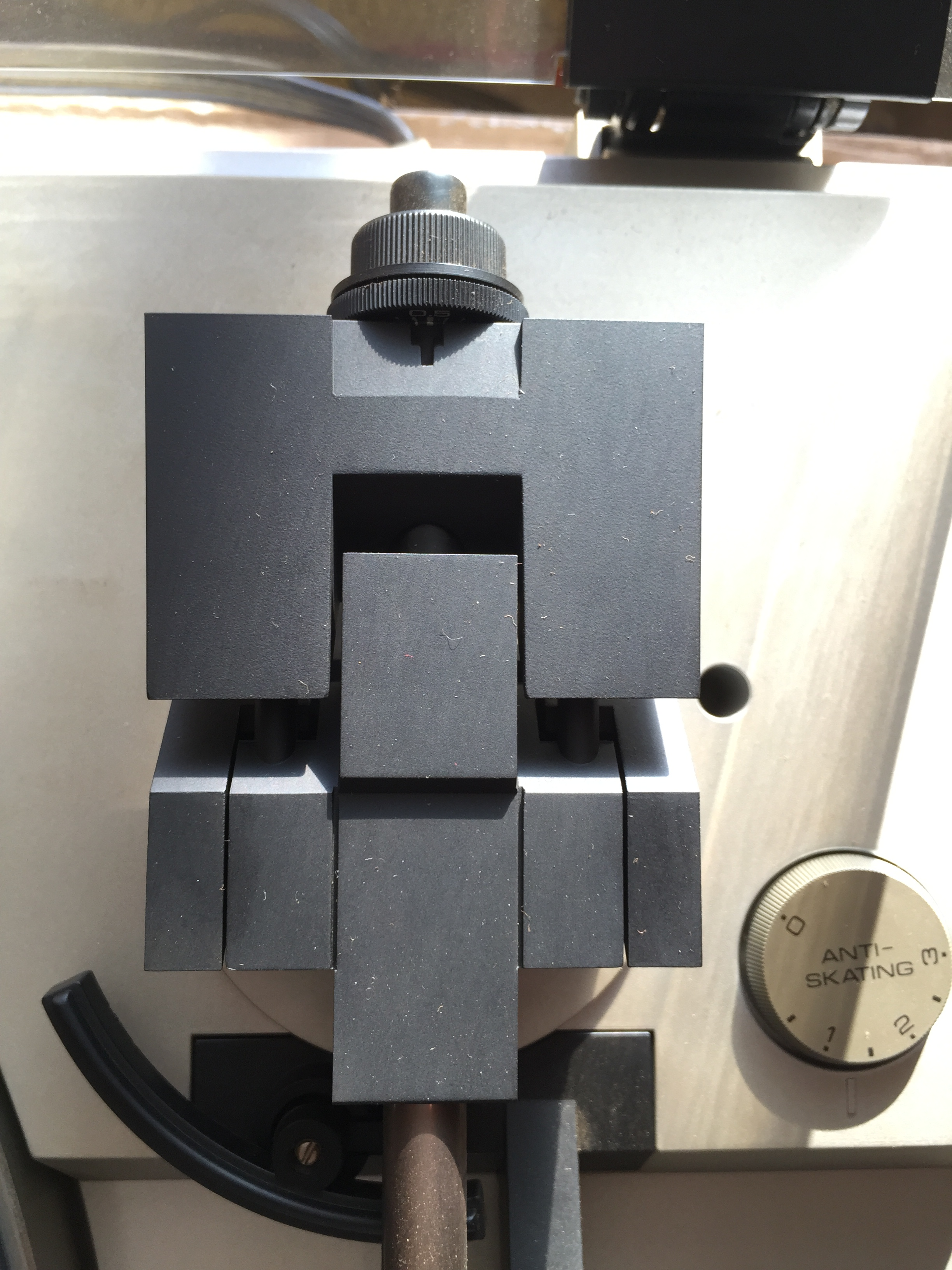
Gegengewichte eines Tonabnehmersystems
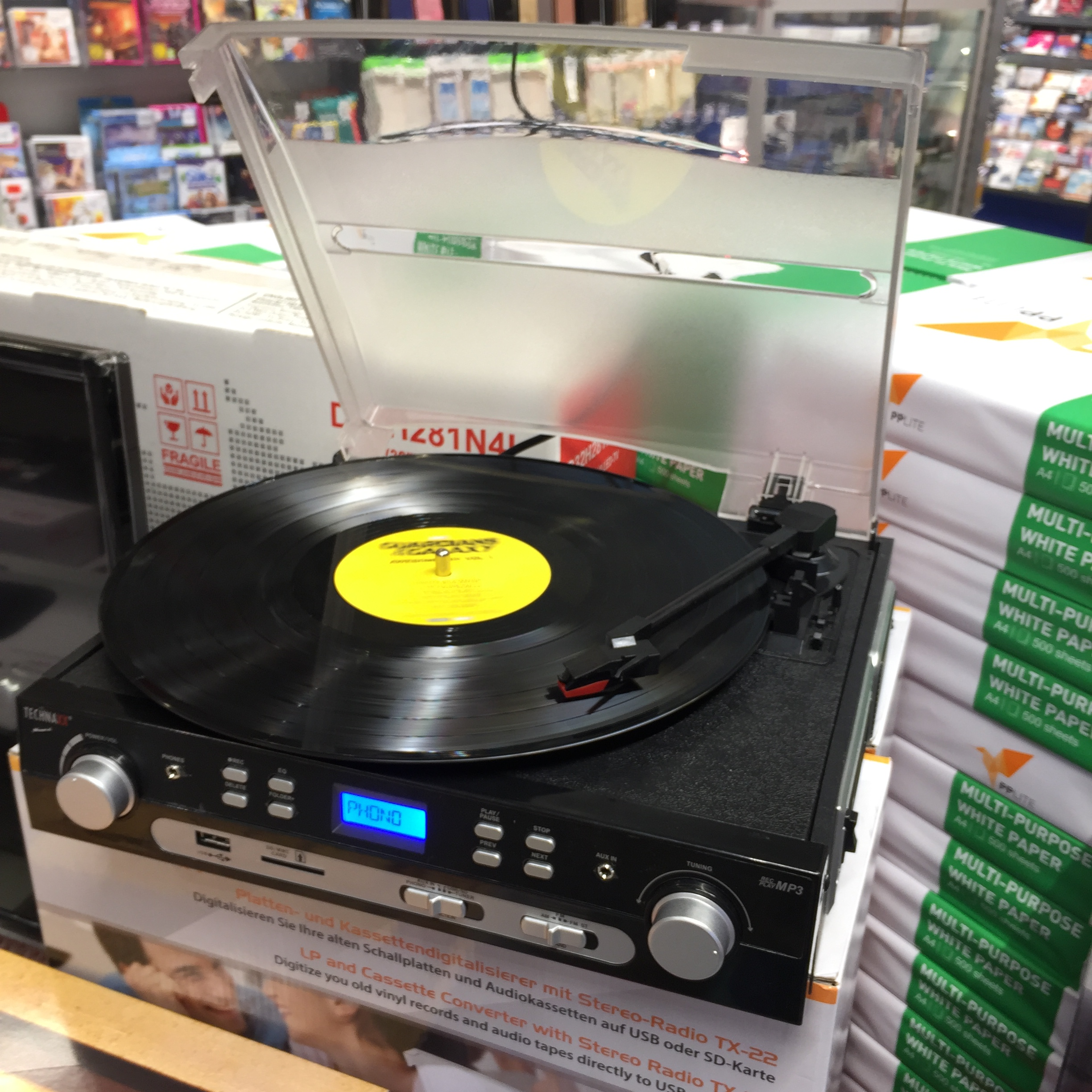
Plattenspieler mit Digitalisierungsfunktionen (2018)